# Chi Hồng hoàng
Chi Hồng hoàng (danh pháp khoa học: Buceros) là một chi trong họ Bucerotidae, chứa các loài hồng hoàng có kích thước to lớn, sinh sống tại khu vực Nam Á và Đông Nam Á.

## Các loài
Chi này chứa các loài sau:
- Buceros bicornis: Hồng hoàng
- Buceros hydrocorax: Mỏ sừng nâu đỏ
- Buceros rhinoceros: Tê điểu

Hồng hoàng mũ cát đôi khi cũng được đặt trong chi này, nhưng hiện nay phần lớn các tác giả coi nó thuộc về chi đơn loài Rhinoplax với danh pháp Rhinoplax vigil.

## Hình ảnh

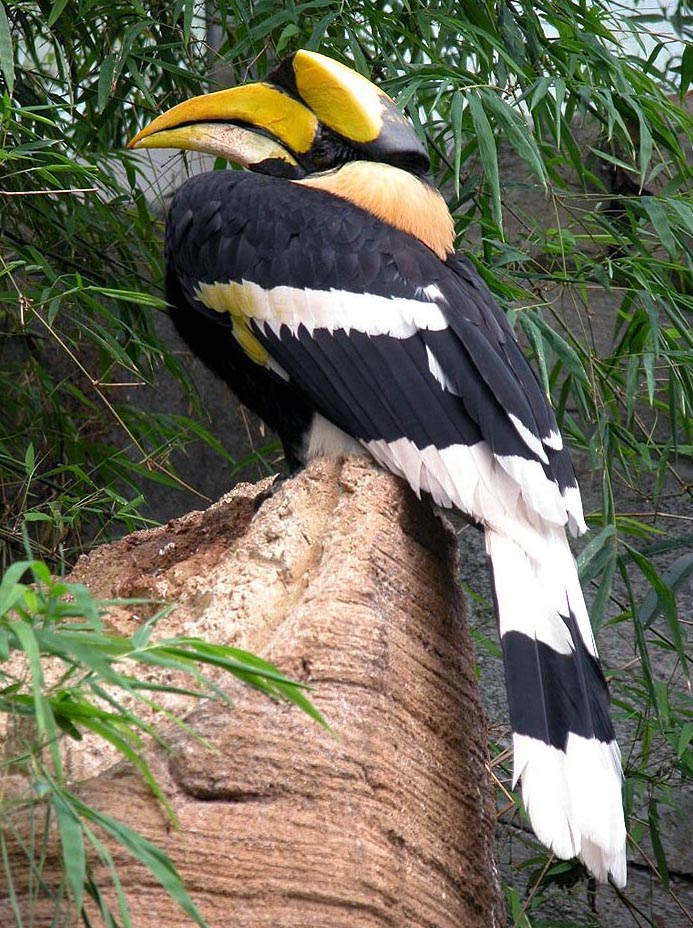
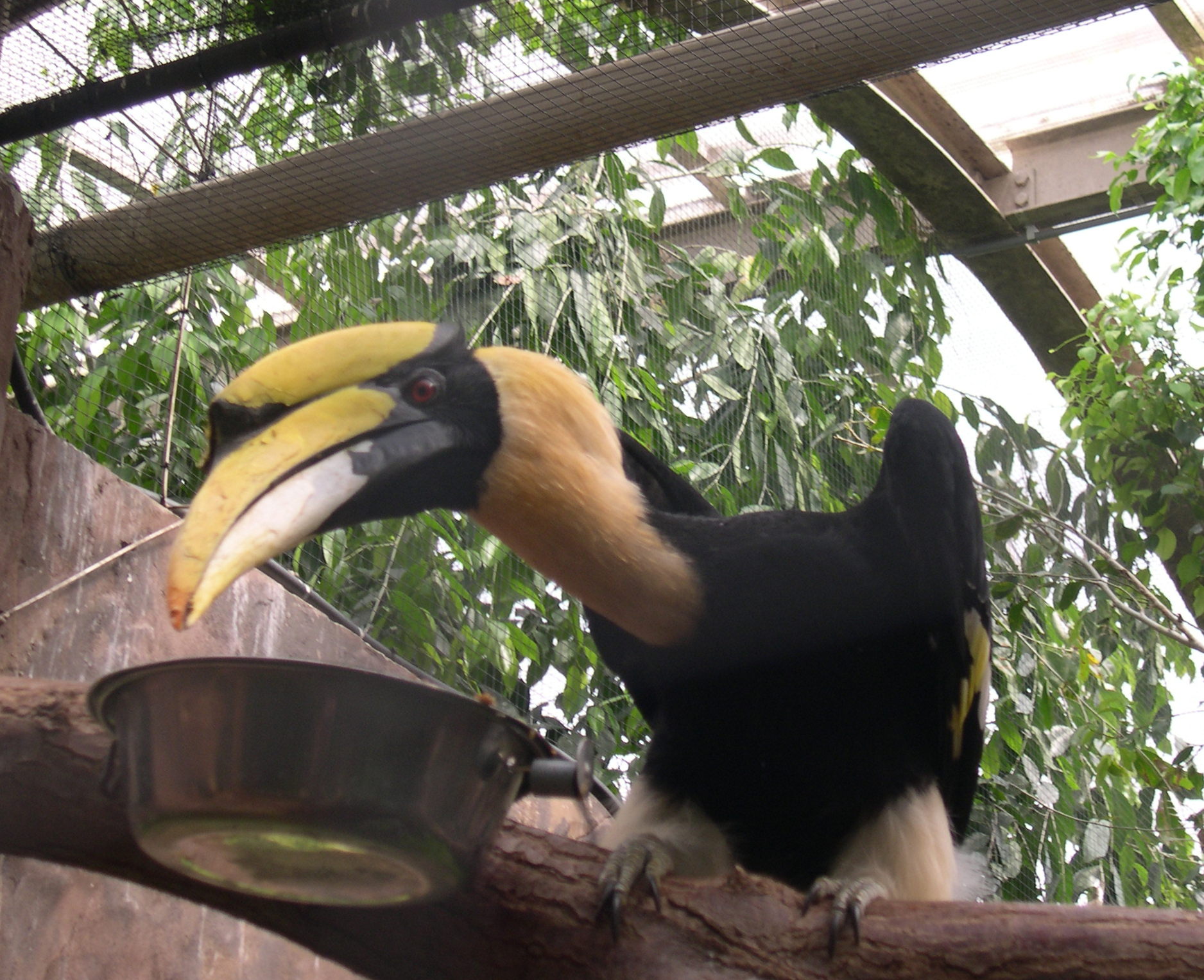
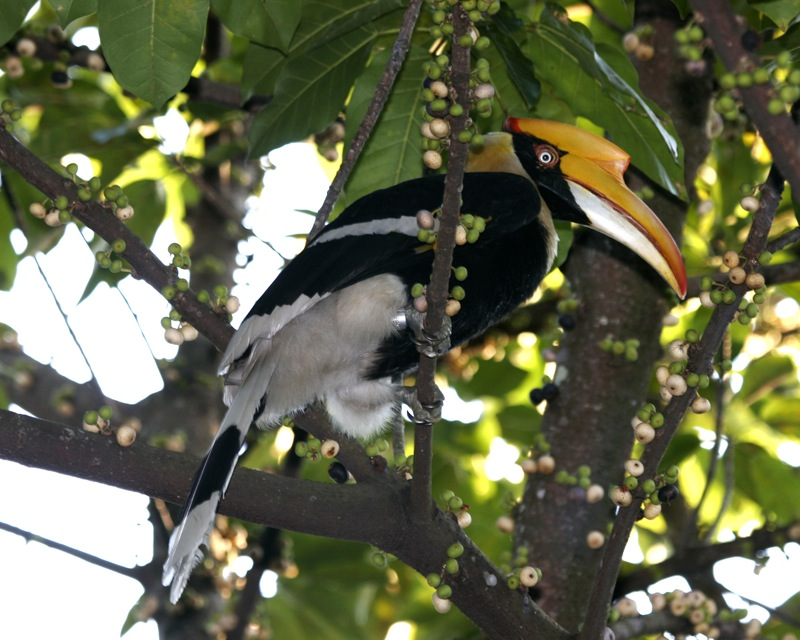
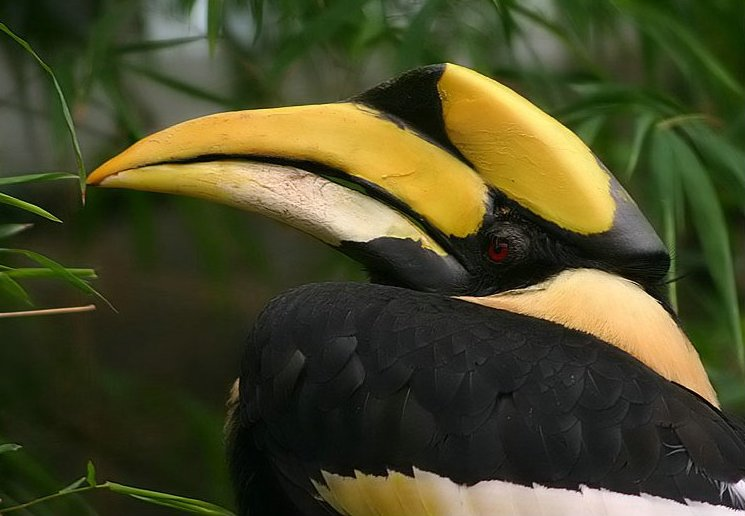